# 김영광 (1931년)
김영광(金永光, 1931년 10월 20일~2010년 9월 13일)은 대한민국의 정치인이다. 제10·11·14대 국회의원을 지냈다. 본관은 광산.

## 경력
- 국민대학교 겸임교수
- 경남대학교 초빙교수

## 학력
- 한양공과대학교 산업공학과 학사
- 한양대학교 대학원 정치학 석사
- 서울대학교 행정대학원 행정학 석사
- 고려대학교 경영대학원 경영학 석사

## 역대 선거 결과
|  | 0% |

|  | 13.3% |

|  | 41.58% |

|  | 19.14% |